# Charles Alexandre Léon Durand de Linois
Pour les articles homonymes, voir Charles Durand et Durand.
 (mai 2015).
Charles Alexandre Léon Durand, comte de Linois, ou Charles de Durand-Linois (27 janvier 1761 à Brest - 2 décembre 1848 à Versailles), est un marin et amiral français, vainqueur contre les Britanniques de la bataille d'Algésiras en 1801, grand officier de la Légion d'honneur, chevalier de Saint-Louis.

## Biographie

### Avant la Révolution française
Charles Alexandre Durand de Linois est le fils de Charles Durand de Linois, écrivain principal et aide-commissaire de la Marine, et de Marie Anne Le Vacher de Boisville. Sa famille était propriétaire du château de Saint-Cricq-du-Gave (d) .
À l'âge de 15 ans, en 1776, il entrait dans la marine royale, et trois ans plus tard, la guerre qui avait commencé en 1778 faisait du jeune volontaire un lieutenant de frégate auxiliaire à bord du Scipion, vaisseau de soixante-quatorze canons. En 1781 (1er juillet), il devint enseigne de vaisseau et de port, sous-lieutenant de port en 1784, enfin lieutenant le 1er mai 1789. Il comptait alors treize années de service actif, durant lesquelles il avait parcouru les côtes de France servant en Manche et dans les eaux espagnoles, puis dans l'Océan Indien et les Antilles. Il prend part à la guerre d'indépendance des États-Unis, il combat surtout aux Antilles.

### Sous la Révolution française
En 1789, Charles Alexandre Léon Durand de Linois est promu lieutenant avant de retourner dans l'Océan Indien. Entre 1791 et 1794, il combat dans les mers de l'Inde. À l'organisation de la marine (1791), il prit rang parmi les lieutenants de vaisseau à la date de son brevet de lieutenant de port, et il passa avec ce grade sur la frégate l'Atalante. Après trente-huit mois passés dans les mers de l'Inde, sur les côtes de Malabar, de Coromandel et d'Afrique, il était rentré en France. De retour en France en 1794, il est basé à Brest en tant que lieutenant du port.
L'amiral Louis Thomas Villaret de Joyeuse le chargea d'aller avec une petite division éclairer la marche du contre-amiral Pierre Jean Van Stabel, qui ramenait de l'Amérique septentrionale un convoi de farine, attendu en France. Le convoi fit bonne route ; mais Linois, qui le cherchait, donna dans des voiles britanniques auxquelles il se rendit après une résistance honorable et désespérée (28 floréal an II). Il est fait prisonnier par la Royal Navy. Sa défense avait attiré sur lui l'estime de ses ennemis ; après sa rentrée en France, elle le signala à l'attention du gouvernement.
Il fut échangé et promu le 15 floréal an III, au grade de capitaine de vaisseau, et il prit le commandement du vaisseau le Formidable, sous les ordres de l'amiral Villaret. L'armée navale sortit de Brest dans le courant de prairial : un engagement eut lieu le 29, un autre le 9 messidor. Lors du débarquement des émigrés à Quiberon, au combat de naval de Groix, les Britanniques étaient supérieurs en forces : trois des vaisseaux français tombèrent entre leurs mains; le Formidable était de ce nombre.
Linois, deux fois blessé, perdit l'œil gauche dans ce combat. Cette fois encore, sa captivité ne fut pas de longue durée : il est échangé deux mois après avec le capitaine de vaisseau britannique John Carrulhers.
De nouveau échangé, il est de retour en France fin août 1795.

### Sous le Directoire

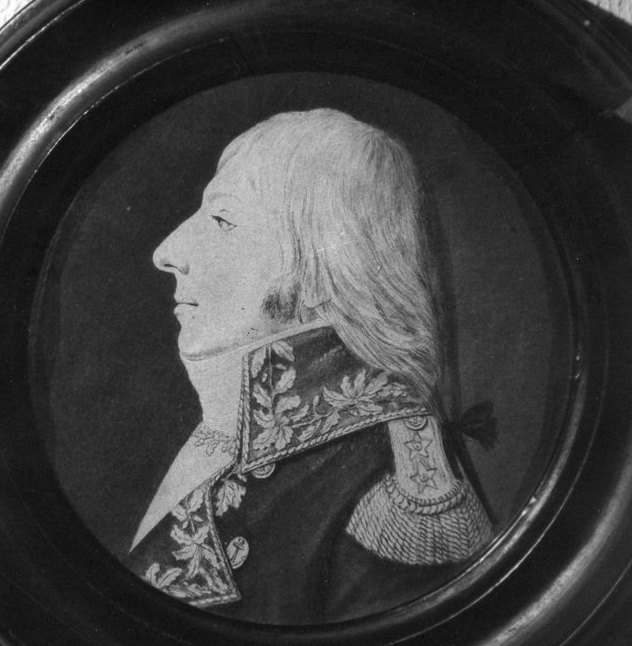
Miniature de Linois.

L'année suivante (an IV), la marine fut réorganisée, et Linois, nommé chef de division, prit le commandement du Nestor. Lors de l'expédition d'Irlande, qui fut sans résultat, il commandait en cette qualité trois vaisseaux et quatre frégates. Arrivé dans la baie de Bantry, il voulut débarquer sa petite armée : les généraux s'y opposèrent, et Linois la ramena saine et sauve à Brest. Quatre prises qu'il fit entrer avec lui dans le port témoignèrent de l'impuissance des ennemis à s'opposer à son retour.
Promu chef d'état-major des forces navales de Brest en février 1799, il est nommé provisoirement contre-amiral par le ministre de la Marine et colonies Eustache Bruix. Le 5 pluviôse an VII, le premier Consul rendait l'arrêté suivant : « Bonaparte nomme, sur la demande de l'amiral Bruix, au grade de contre-amiral, Durand Linois, chef de division.»
Pendant vingt mois, à partir de ce jour, il remplit les fonctions de chef d'état-major général de l'armée navale aux ordres de l'amiral Bruix, et successivement des contre-amiraux Jean-Louis Delmotte et Latouche-Tréville.

### Sous le Consulat et le Premier Empire

#### La Méditerranée
Napoléon Bonaparte confirme Charles Alexandre Léon Durand de Linois dans son grade de vice-amiral en 1800. En 1800, il commandait en second l'escadre expéditionnaire aux ordres de l'amiral Ganteaume. Après les affaires de Porto-Ferrajo et de l'île d'Elbe, il reconduisit à Toulon trois vaisseaux atteints d'épidémie, et le 13 juin 1801, il sortit de ce port avec les mêmes bâtiments et la frégate La Muiron pour aller à Cadix se joindre à l'escadre espagnole. Le 3 juillet, il captura la Speedy de Thomas Cochrane de Dundonald.
Il combat l'escadre britannique, supérieure en nombre, de James Saumarez à la bataille d'Algeciras. Il remporte la bataille et marque notamment sa supériorité dans la première partie du combat, capturant le HMS Hannibal, bateau de 74 canons lancé en 1786 et capturé le 5 juillet 1801; lors du retour à Cadix, deux navires alliés espagnols, trompés par une attaque de nuit des Britanniques, se canonnent l'un l'autre et sont perdus.
À la fin de l'année 1801, Linois sortit de Cadix avec trois vaisseaux et trois frégates : ces bâtiments portaient 1 800 hommes de l'expédition de Saint-Domingue. Après deux mois de séjour dans la colonie, il opéra son retour à Brest avec l'escadre de l'amiral Villaret.

#### L'Océan Indien

##### La paix d'Amiens
Après avoir signé, du pommeau de son épée, le traité d'Amiens, un des premiers soins de Napoléon fut d'envoyer dans l'Inde une expédition qui pût mettre à profit le temps de sa courte suspension d'armes que ce traité venait d'établir entre le Royaume-Uni et la République française.
Une petite division composée d'un vaisseau, de trois frégates et de deux transports, appareilla à Brest le 14 ventôse an XI, sous les ordres du contre-amiral Linois, pour aller porter dans les comptoirs indiens le capitaine général Decaen, un bataillon d'infanterie et un grand nombre d'employés civils et militaires chargés de remplir les postes qui les attendaient dans les anciennes colonies que le Royaume-Uni avait restitué à la France.

###### Pondichéry
La frégate la Belle Poule, détachée en mer de la division que commandait le vaisseau Le Marengo, se présenta le 27 prairial devant Pondichéry, pour prendre possession de cette place, sous laquelle stationnaient encore cinq vaisseaux de ligne, trois frégates et deux corvettes commandées par l'amiral britannique Peter Rainier. Au mépris des conventions stipulées depuis un an déjà, entre les gouvernements britannique et la république, cet amiral, après avoir pris connaissance des dépêches du commandant français, refusa à la Belle-Poule l'autorisation de communiquer avec la terre, et ce ne fut que vingt-cinq jours après avoir retenu cette brigade prisonnière sous le canon de son escadre, que Rainier, voyant arriver à Pondichéry la division Linois, voulut bien permettre au général Decaen, de mettre une garnison dans la ville.
La prise de possession tardive de Pondichéry ne devait pas être de longue durée : le lendemain même de son départ à Pondichéry, Decaen reçut l'ordre par le brick le Bélier, parti de Brest dix jours après lui, de laisser son bataillon expéditionnaire à terre, et de faire voile immédiatement pour l'île de France, où il devait attendre la rupture imminente de l'éphémère convention d'Amiens.

###### Maurice
L'exécution d'un ordre aussi inattendu devenait difficile pour le capitaine général et l'amiral français, en présence de l'escadre de Rainier, si supérieure en force à la division Linois. Après s'être entendus ensemble pour tromper la surveillance de l'amiral britannique, les deux officiers généraux exécutèrent avec habileté le plan qui devait assurer la fuite mystérieuse dans laquelle ils pouvaient espérer de trouver leur salut. Le soir même du jour de l'arrivée du Bélier, le vaisseau le Marengo et les trois frégates qui l'avaient accompagné, appareillèrent silencieusement de la rade de Pondichéry, sans que l'escadre ennemie eût soupçonné cette manœuvre discrète et hardie. Ce ne fut qu'en apercevant le matin le vide que la sortie nocturne des navires français avait laissé auprès de lui, que l'amiral Rainier se douta de la rupture du traité de paix, et que, de dépit d'avoir été joué de la sorte, il se décida à faire le blocus de Pondichéry défendu seulement par le bataillon d'infanterie arrivé depuis dix jours.
Le 28 thermidor, Le Marengo et les trois frégates, échappés à la défiance de l'escadre de Pondichéry, mouillèrent à l'île de France. Ce retour étonna le capitaine général Decaen.

##### Commandant en chef
Malgré le mécontentement qu'il eut à la lecture des rapports de Decaen, l'Empereur nomma Linois commandant de la Légion d'honneur le 25 prairial an XIII ; de nouveaux renseignements lui étaient probablement arrivés et il avait reconnu que le rapport du général Decaen n'était pas exempt de partialité. Quoi qu'il en soit, à l'arrivée de Linois, le traité de paix venait d'être authentiquement déchiré. En 1803 Napoléon Bonaparte le nomme à la tête des forces françaises de l'océan Indien. C'est la guerre que le capitaine général des deux seules possessions de l'Inde doit se disposer à faire avec un vaisseau de ligne, contre les Britanniques. Decaen commande les forces de terre, Linois les forces de mer, c'est-à-dire Le Marengo et les trois frégates.
En sa qualité de commandant en chef, il poursuit sans relâche les navires marchands britanniques jusqu'en mer de Chine. Le 16 vendémaire an XII, l'amiral appareilla, avec sa division, pour aller jeter quelques troupes bataves à Batavia dans l'île de Java. En route il rencontra et brûla quatre ou cinq gros navires de la compagnie des Indes. L'important comptoir de Bencoolen (Bengkulu) dans l'île de Sumatra est sur son chemin : il le détruit en passant. Après avoir effectué le débarquement de ses troupes sur les côtes de Java, il court procéder à l'ouverture même des mers de la Chine. Un riche convoi d’Indiamen sort avec sécurité de Macao, et tombe sous la volée de l'escadrille brestoise, qui combat les navires de guerre de l'escorte, et s'empare d'une partie des riches navires qu'elle a dispersés à coups de canon.
Vingt millions de francs, produit des prises capturées dans cette courte et éclatante campagne, signalèrent le commencement des hostilités entre l'Inde française réduite aux îles de France et de La Réunion, et l'Inde britannique qui embrassait déjà la plupart du continent indien.
Trois autres courses firent du vaisseau le Marengo l'effroi du commerce britannique dans les mers qu'il parcourait. Le 17 thermidor, une flotte de bâtiments de guerre chargée de troupes et escortée par le vaisseau britannique le Bleinhein, de 80 canons se range en bataille pour recevoir l'attaque du vaisseau français, qui seul s'avance pour le combattre à demi-portée de pistolet, et qui, après l'avoir canonné pendant plusieurs heures, ne consent à l'abandonner que lorsque le mauvais temps le force à aller se mettre en cape au large de cette flotte, étonnée de tant d'audace et de bonheur.
Pendant ces croisières, les îles françaises que le Marengo avait momentanément quittées, se trouvaient bloquées et serrées par des forces trop nombreuses et trop supérieures pour que Linois pût se hasarder à les aborder avec son seul vaisseau.
En 1804 a lieu la bataille de Poulo Aura : l'escadre commandée par Linois rencontre la British China Fleet formée de navires marchands légèrement armés. Plus nombreux que les Français, les navires britanniques manœuvrent de façon à faire croire qu'ils se préparent à combattre ; certains arborent des pavillons militaires pour parfaire l'illusion. Persuadé d'avoir affaire à une flotte protégée par une escorte de la Navy, Linois se retire sans combattre.
Réduit à la nécessité de réparer son navire fatigué par un long séjour dans les mers lointaines et criblé du feu de l'ennemi, l'amiral se décida à faire route pour l'Europe. La frégate La Belle-Poule, qui avait rallié depuis peu, devait le suivre dans cette dernière traversée vers les côtes. Au milieu de tant d'expéditions durant lesquelles, depuis son départ de Brest, il avait coupé douze fois l'équateur, les nouvelles de France lui étaient cependant parvenues.
Lors du voyage de retour vers la France, l'escadre française rencontre en 1806 au large du Cap-Vert une importante escadre britannique sous le commandement de l'amiral Warren.
Linois est de nouveau blessé et capturé. Napoléon a cessé la pratique d'échange de prisonniers : Linois reste détenu jusqu'à la chute de l'Empire en 1814. Entre-temps, il a été fait comte de Linois par Napoléon en 1810.

### Sous la Restauration
Lorsqu'il revit la France, en avril 1814, les batailles avaient replacé Louis XVIII sur le trône et relégué à l'île d'Elbe Napoléon. Le 13 juin, Linois était nommé gouverneur de la Guadeloupe, et chevalier de Saint-Louis le 5 juillet suivant. Son gouverneur en second était Eugène Édouard Boyer de Peyreleau, général de brigade. Linois arriva à Basse-Terre le 14 décembre.
Dès le 29 avril, la nouvelle du retour de Napoléon à Paris était parvenue dans les îles du Vent. Cependant les lettres de l'amiral, des 2 et 22 mai, et même du 2 juin, au comte de la Châtre, alors ambassadeur à Londres, contenaient des protestations de fidélité et de dévouement au roi.
Durant les Cent-Jours, la Guadeloupe fut divisée en trois, le courant monarchique de Linois, le courant bonapartiste de Boyer de Peyreleau et le courant britannique (des planteurs militants). En secret, les planteurs contactèrent les autorités britanniques installées à Antigua qui furent indécises. Le 6 juin 1815, la Guadeloupe fut en état de siège. Le 15 juin, une goélette du Gouvernement impérial, envoyé pour obtenir le ralliement de la Guadeloupe et de la Martinique, débarqua ce qui obligea Boyer à faire pression sur le Gouverneur de Linois. À la suite du refus de Linois, le 18 juin, il ordonna l'arrestation de plusieurs fonctionnaires et la séquestration du gouverneur de Linois et annonça le 19 son ralliement à l'empereur. Les nouvelles de Waterloo ne tardèrent pas à arriver et, avec elles, les attaques des forces britanniques. Le 9 août, Linois et ses troupes furent encerclées au morne Houël, la capitulation fut signée le 10 et, le lendemain, les troupes françaises furent embarquées pour être conduites en France et remises à la disposition du duc de Wellington.
Le 4 octobre, Linois écrivit de la rade de Plymouth au vicomte Dubouchage, ministre de la marine ; il lui donna tous les détails de ce qui s'était passé à la Guadeloupe, il expliqua qu'il n'avait jamais cessé, malgré les apparences, d'être sujet fidèle et soumis du roi, et il termina en demandant que sa conduite soit soumise à l'examen d'un conseil de guerre. Arrivé en France, il fut emprisonné à la Prison de l'Abbaye et fut en effet renvoyé devant le conseil permanent de la 1re division militaire, par ordonnance du 29 décembre 1815 et le 11 mars suivant, déclaré non coupable à l'unanimité : il fut acquitté mais mis à la retraite.
Une décision royale le mit à la retraite le 18 avril 1816 et, le 13 mai suivant, la cour royale enregistra, en audience solennelle, les lettres patentes qui lui conféraient le titre de comte. En 1825, à l'occasion du sacre de Charles X, il fut nommé Vice-amiral honoraire.

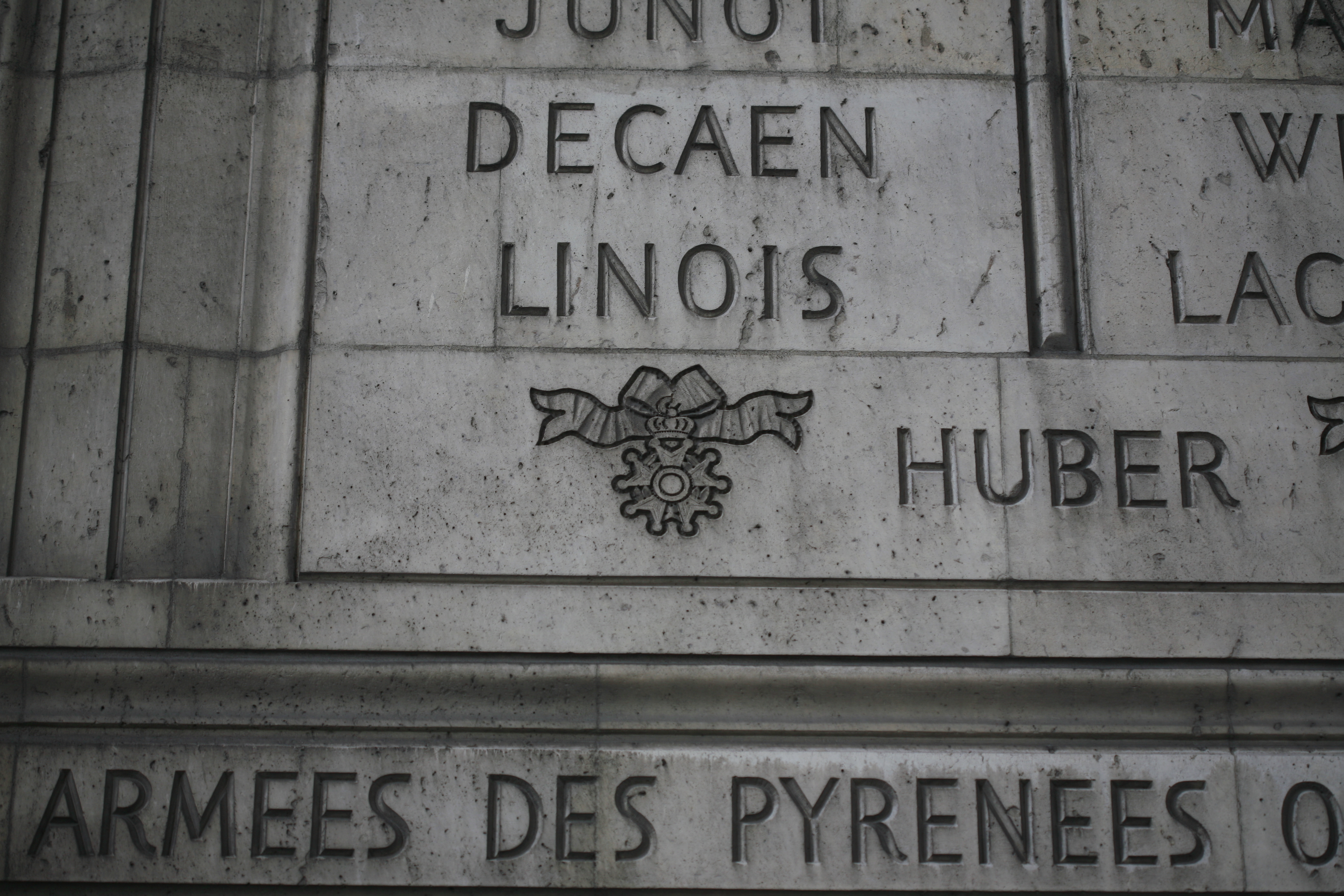
Nom de Linois, inscrit sur l'Arc de triomphe.

Louis-Philippe Ier le fit grand officier de la Légion d'honneur, le 1er mars 1831, et, plus tard, il ordonna que son nom soit gravé sur la partie Ouest de l'arc de triomphe de l'Étoile.
Il se retira à Versailles, où il mourut en 1848. Sa tombe, fort abimée, se trouve au cimetière Saint-Louis de Versailles.

## Postérité

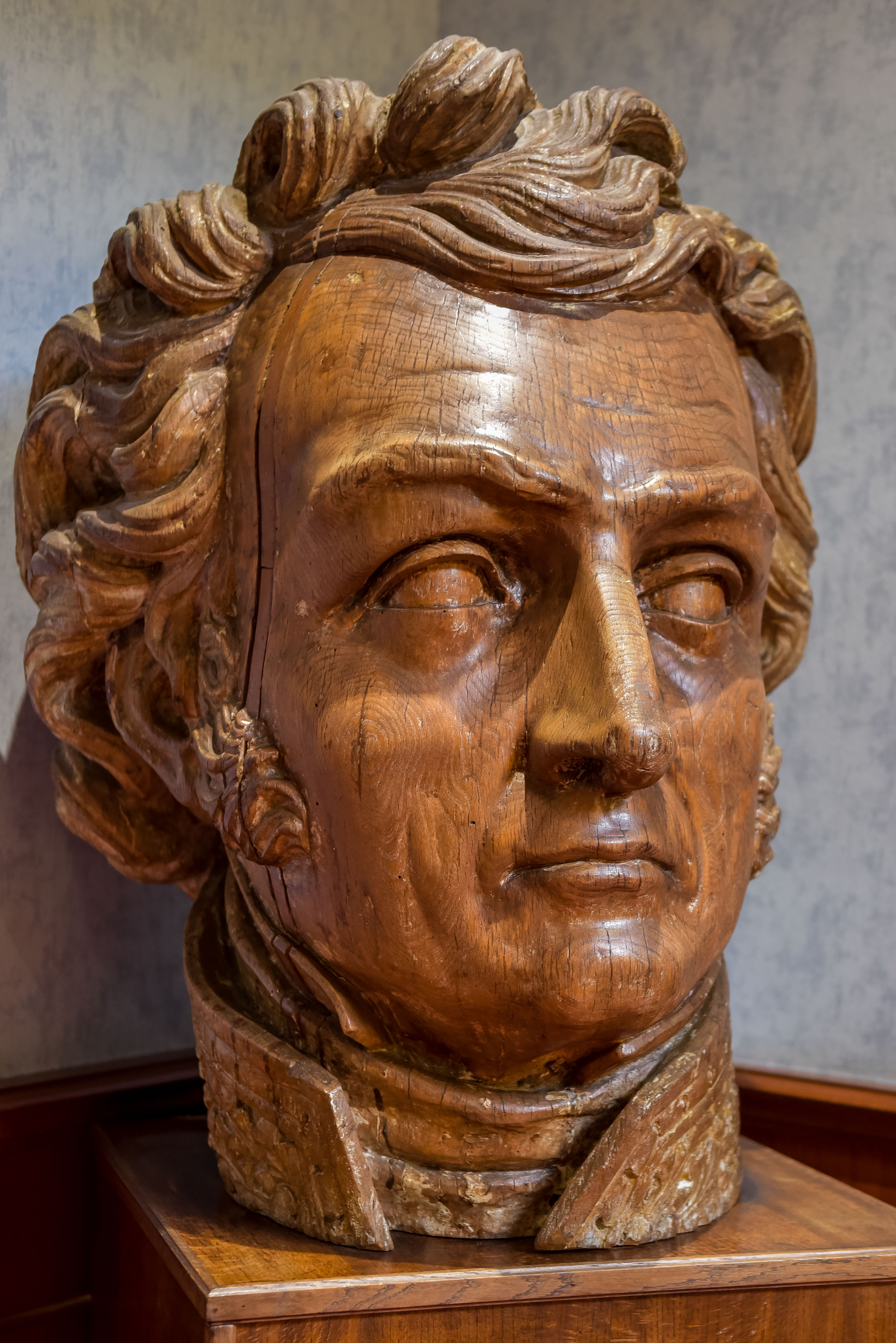
Amiral de Linois (Préfecture maritime de Brest)

Une sculpture monumentale en bois de sa tête se trouve dans la préfecture maritime de Brest, au pied de l'escalier central.
Une statue en marbre de l'amiral se trouve au musée de Versailles.
L'écrivain Patrick O'Brian fait souvent intervenir Linois dans ses romans historiques maritimes. Il est un adversaire redouté et respecté de Jack Aubrey, capitaine anglais fictif et héros des romans de l'écrivain.
La rue Linois, à Paris, est nommée en son honneur. Brest, Carantec et Crozon ont également des rues de l'Amiral Linois.

## Armoiries
| Armoiries | Blasonnement |
|           | Armes du comte Durand et de l'Empire, 1810 D'azur, à la fasce, accompagnée en chef d'un croissant et en pointe d'un trèfle, le tout d'or ; au canton des comtes militaires brochant. |

## Sources
- Histoire et dictionnaire de la Révolution française 1789-1799 de Jean Tulard, Jean-François Fayard, Alfred Fierro
- « Charles Alexandre Léon Durand de Linois », dans Charles Mullié, Biographie des célébrités militaires des armées de terre et de mer de 1789 à 1850, 1852 [détail de l’édition]